# شناخت درون‌گونه‌ای
شناخت درون‌گونه‌ای (به انگلیسی: Intra-species recognition)، شناسایی توسط یکی از اعضای یک گونه از یک همنوع (عضو دیگری از همان گونه) است. در بسیاری از گونه‌ها، چنین شناختی برای تولیدمثل ضروری است.
گونه‌های مختلف ممکن است از روش‌های متفاوتی استفاده کنند، اما همه آن‌ها بر اساس یک یا چند حسهستند (به هر حال، جاندار اطلاعاتی را در مورد محیط جمع‌آوری می‌کند). شناخت ممکن است با امضای شیمیایی (بو)، داشتن شکل یا رنگ متمایز (بینایی)، انتشار صداهای خاص (شنوایی)، یا حتی الگوهای رفتاری رخ دهد ولی اغلب ترکیبی از این موارد استفاده می‌شود.